# Mesothisa substigmata
Mesothisa substigmata är en fjärilsart som beskrevs av Robert H. Carcasson 1964. Mesothisa substigmata ingår i släktet Mesothisa och familjen mätare. Inga underarter finns listade i Catalogue of Life.